# Augustus Carney
Augustus Carney, soprannominato familiarmente Gus (Regno Unito, 1870 – 1920), è stato un attore britannico che si trasferì negli Stati Uniti, dove girò numerosi western, diventando una star delle commedie western degli anni dieci, soprattutto nei panni di Alkali Ike, ruolo che all'epoca gli diede notevole fama.

## Biografia
Dopo esser stato un attore di vaudeville, Carney esordì sullo schermo nel 1909, lavorando per l'Essanay Film Manufacturing Company. Diretto quasi sempre da Gilbert M. 'Broncho Billy' Anderson - il produttore che aveva fondato la compagnia di Chicago - Carney, affiancato da Victor Potel, interpretò i film della serie Hank and Lank. Diventò poi protagonista di una serie di film il cui interprete principale era il suo personaggio di "Alkali Ike" e dove lavorò al fianco di sua moglie Margaret Joslin. Anderson aveva girato in precedenza due film della serie con altri attori: il primo con Joseph Smith, il secondo con Otto Meyer. Per il terzo film, scelse Carney che, dal 1911 al 1914, interpretò ventisei volte Alkali Ike.
Popolarissimo con le sue commedie piuttosto grezze ma che incontravano i gusti degli spettatori, diede spunto al genere Dutch comedy. Sul suo personaggio vennero confezionati persino dei bambolotti che venivano venduti nei teatri e nei negozi. Il successo lo indusse a chiedere un aumento di stipendio esorbitante che gli venne rifiutato. L'attore, allora, lasciò l'Essanay per passare all'Universal, ma non poté usare più il nome di Alkali Ike che apparteneva alla casa di Chicago. Così, pur interpretando un personaggio similare, dovette cambiare il nome in Universal Ike. Ebbe dei problemi anche con l'Universal e lo studio, alla fine, praticamente lo licenziò. A quel punto, la sua carriera era alla fine.
L'attore si ritirò dal cinema nel 1916, a 46 anni. I suoi due ultimi film furono Sotto l'unghia dei tiranni, dove interpreta la parte di un vecchio soldato che muore durante la battaglia di Alamo e Sangue blu e sangue rosso, dove venne diretto da Raoul Walsh.
Augustus Carney morì nel 1920, a 50 anni. In pochi anni, era stato completamente dimenticato e la sua scomparsa passò sotto silenzio.

## Filmografia
La filmografia è completa. Quando manca il nome del regista, questo non viene riportato nei titoli

### 1909
- Tag Day, regia di Gilbert M. 'Broncho Billy' Anderson - cortometraggio (1909)

### 1910
- The Count That Counted, regia di Broncho Billy Anderson (1910)
- Take Me Out to the Ball Game, regia di Gilbert M. 'Broncho Billy' Anderson (1910)
- A Dog on Business, regia di Gilbert M. 'Broncho Billy' Anderson (1910)
- Whist!, regia di Tom Ricketts (1910)
- Hank and Lank: Joyriding, regia di Gilbert M. 'Broncho Billy' Anderson (1910)
- A Close Shave, regia di Gilbert M. 'Broncho Billy' Anderson (1910)
- The Tout's Remembrance, regia di Gilbert M. 'Broncho Billy' Anderson (1910)
- Hank and Lank: They Dude Up Some, regia di Broncho Billy Anderson (1910)
- Curing a Masher, regia di Gilbert M. 'Broncho Billy' Anderson (1910)
- Patricia of the Plains, regia di Gilbert M. 'Broncho Billy' Anderson (1910)
- Hank and Lank: They Get Wise to a New Scheme, regia di Broncho Billy Anderson (1910)
- A Cowboy's Mother-in-Law, regia di Broncho Billy Anderson (1910)
- Hank and Lank: Uninvited Guests, regia di 'Broncho Billy' Anderson (1910)
- Pals of the Range, regia di Gilbert M. 'Broncho Billy' Anderson (1910)
- Hank and Lank: They Take a Rest, regia di Gilbert M. 'Broncho Billy' Anderson (1910)
- A Westerner's Way, regia di Gilbert M. 'Broncho Billy' Anderson (1910)
- Hank and Lank: Lifesavers, regia di Gilbert M. 'Broncho Billy' Anderson (1910)
- Hank and Lank: As Sandwich Men, regia di Gilbert M. 'Broncho Billy' Anderson (1910)
- Circle C Ranch's Wedding Present, regia di Gilbert M. 'Broncho Billy' Anderson (1910)
- The Tenderfoot Messenger, regia di Gilbert M. 'Broncho Billy' Anderson (1910)
- Hank and Lank: Blind Men, regia di Gilbert M. 'Broncho Billy' Anderson (1910)
- The Bad Man's Christmas Gift, regia di Gilbert M. 'Broncho Billy' Anderson (1910)

### 1911
- The Count and the Cowboys, regia di Gilbert M. 'Broncho Billy' Anderson (1911)
- The Two Reformations, regia di Gilbert M. 'Broncho Billy' Anderson (1911)
- Hank and Lank: They Make a Mash, regia di Gilbert M. 'Broncho Billy' Anderson (1911)
- On the Desert's Edge, regia di Gilbert M. 'Broncho Billy' Anderson (1911)
- The Bunco Game at Lizardhead, regia di Gilbert M. 'Broncho Billy' Anderson (1911)
- The Puncher's New Love, regia di Gilbert M. 'Broncho Billy' Anderson (1911)
- Alkali Ike's Auto, regia di Gilbert M. 'Broncho Billy' Anderson (1911)
- The Lucky Card, regia di Gilbert M. 'Broncho Billy' Anderson (1911)
- The Infant at Snakeville, regia di Gilbert M. 'Broncho Billy' Anderson (1911)
- A Hungry Pair, regia di Gilbert M. 'Broncho Billy' Anderson (1911)
- The Corporation and the Ranch Girl, regia di Gilbert M. 'Broncho Billy' Anderson (1911)
- Mustang Pete's Love Affair, regia di E. Mason Hopper (1911)
- A Western Girl's Sacrifice, regia di Gilbert M. 'Broncho Billy' Anderson (1911)
- Broncho Bill's Last Spree, regia di Gilbert M. 'Broncho Billy' Anderson (1911)
- The Strike at the Little Jonny Mine, regia di Gilbert M. 'Broncho Billy' Anderson (1911)
- Town Hall, Tonight, regia di Gilbert M. 'Broncho Billy' Anderson (1911)
- The Stage Driver's Daughter, regia di Gilbert M. 'Broncho Billy' Anderson (1911)
- A Western Redemption, regia di Gilbert M. 'Broncho Billy' Anderson (1911)
- Hubby's Scheme, regia di Gilbert M. 'Broncho Billy' Anderson (1911)
- The Desert Claim, regia di Arthur Mackley (1911)
- Broncho Billy's Christmas Dinner, regia di Gilbert M. 'Broncho Billy' Anderson (1911)
- Broncho Billy's Adventure, regia di Gilbert M. 'Broncho Billy' Anderson (1911)

### 1912
- A Child of the West, regia di Gilbert M. 'Broncho Billy' Anderson (1912)
- The Loafer, regia di Arthur Mackley (1912)
- Widow Jenkins' Admirers, regia di Gilbert M. 'Broncho Billy' Anderson (1912)
- Broncho Billy and the Schoolmistress, regia di Gilbert M. 'Broncho Billy' Anderson (1912)
- Alkali Ike's Love Affair, regia di Gilbert M. 'Broncho Billy' Anderson (1912)
- The Biter Bitten, regia di Gilbert M. 'Broncho Billy' Anderson (1912)
- A Western Kimona, regia di Gilbert M. 'Broncho Billy' Anderson e E. Mason Hopper (1912)
- A Ranch Widower's Daughters, regia di Gilbert M. 'Broncho Billy' Anderson (1912)
- The Bandit's Child, regia di Gilbert M. 'Broncho Billy' Anderson (1912)
- Alkali Ike Bests Broncho Billy, regia di Gilbert M. 'Broncho Billy' Anderson (1912)
- Alkali Ike's Boarding House, regia di Gilbert M. 'Broncho Billy' Anderson (1912)
- Alkali Ike's Bride, regia di Gilbert M. 'Broncho Billy' Anderson (1912)
- The Smuggler's Daughter, regia di Gilbert M. 'Broncho Billy' Anderson (1912)
- Alkali Ike Plays the Devil, regia di Gilbert M. 'Broncho Billy' Anderson (1912)
- A Woman of Arizona, regia di Arthur Mackley (1912)
- Billy McGrath's Love Letters  (1912)
- Alkali Ike's Pants, regia di Gilbert M. 'Broncho Billy' Anderson (1912)
- Love on Tough Luck Ranch, regia di Arthur Mackley (1912)
- Alkali Ike Stung!, regia di Gilbert M. 'Broncho Billy' Anderson  (1912)
- The Tomboy on Bar Z, regia di Gilbert M. 'Broncho Billy' Anderson (1912)
- The Ranchman's Anniversary, regia di Arthur Mackley (1912)
- Alkali Ike's Close Shave, regia di Gilbert M. 'Broncho Billy' Anderson (1912)
- Billy McGrath's Art Career  (1912)
- Mr. Hubby's Wife (1912)
- Time Flies (1912)
- Alkali Ike's Motorcycle, regia di Gilbert M. 'Broncho Billy' Anderson (1912)
- Giuseppe's Good Fortune (1912)
- Bill Mixes with His Relations  (1912)

### 1913
- The Heiress (1913)
- Alkali Ike in Jayville, regia di E. Mason Hopper (1913)
- What George Did (1913)
- The Laird of McGillicuddy (1913)
- The Melburn Confession (1913)
- Hypnotism in Hicksville (1913)
- Love and Lavallieres (1913)
- Odd Knotts (1913)
- The Girl in the Case (1913)
- Bound to Occur (1913)
- Teaching Hickville to Sing (1913)
- The Gum Man (1913)
- Lady Audley's Jewels (1913)
- Billy McGrath on Broadway (1913)
- The Misjudging of Mr. Hubby (1913)
- The Scratch (1913)
- Found Out (1913)
- Alkali Ike's Homecoming, regia di Gilbert M. 'Broncho Billy' Anderson (1913)
- The Deacon's Dilemma (1913)
- Alkali Ike's Mother-in-Law, regia di Gilbert M. 'Broncho Billy' Anderson (1913)
- The Same Old Story (1913)
- Alkali Ike's Misfortunes, regia di Gilbert M. 'Broncho Billy' Anderson (1913)
- Alkali Ike and the Hypnotist, regia di Gilbert M. 'Broncho Billy' Anderson (1913)
- At the Lariat's End, regia di Jess Robbins (1913)
- Alkali Ike's Gal, regia di Jess Robbins (1913)
- Alkali Ike and the Wildman, regia di Gilbert M. 'Broncho Billy' Anderson (1913)
- The Last Laugh, regia di Jess Robbins (1913)
- Sophie's Hero, regia di Jess Robbins (1913)
- Sophie's New Foreman, regia di Gilbert M. 'Broncho Billy' Anderson (1913)
- That Pair from Thespia, regia di David Kirkland (1913)
- A Snakeville Courtship, regia di David Kirkland (1913)

### 1914
- The Awakening at Snakeville, regia di Jess Robbins (1914)
- All for His Sake, regia di Charles Brabin (1914)
- Universal Ike Gets a Goat, regia di Harry Edwards (1914)
- Universal Ike's Wooing (1914)
- Universal Ike Has One Foot in the Grave (1914)
- Universal Ike in the Battle of Little Tin Horn (1914)
- Universal Ike Goes Astray (1914)
- Why Universal Ike Left Home (1914)
- Universal Ike Has His Ups and Downs (1914)
- Universal Ike Makes a Monkey of Himself (1914)
- When Universal Ike Set (1914)
- Universal Ike and the School Belle (1914)
- Universal Ike Almost a Hero (1914)
- Universal Ike Gets a Line on His Wife (1914)
- Universal Ike in Pursuit of Eats (1914)
- Universal Ike Junior Is Kept from Being an Actor (1914)
- Universal Ike in Three of a Kind (1914)
- Universal Ike in the Neglected Wife (1914)
- Universal Ike in Mary Green's Husband  (1914)

### 1915
- Music Hath Charms, regia di Edward Dillon  (1915)
- Hicksville's Diamond Mystery  (1915)
- The Emerald Brooch, regia di Lloyd Ingraham  (1915)
- The Old Chemist (1915)
- The Absentee, regia di Christy Cabanne (1915)
- The Failure, regia di Christy Cabanne (1915)
- The Straw Man, regia di Chester M. Franklin e Sidney Franklin (1915)
- An Independent Woman (1915)
- Sotto l'unghia dei tiranni (Martyrs of the Alamo), regia di W. Christy Cabanne (1915)

### 1916
- Sangue blu e sangue rosso (Blue Blood and Red), regia di Raoul Walsh (1916)